# Leptataspis sanguiniflua
Leptataspis sanguiniflua är en insektsart som först beskrevs av Gustav Breddin 1899.  Leptataspis sanguiniflua ingår i släktet Leptataspis och familjen spottstritar. Inga underarter finns listade i Catalogue of Life.